# Greer (Schiff)
Die USS Greer (DD–145) war ein Zerstörer der Wickes-Klasse der US Navy. Sie war das erste Schiff der US Marine, das – über drei Monate vor der Kriegserklärung des Deutschen Reiches an die Vereinigten Staaten – im Atlantik von einem deutschen U-Boot angegriffen wurde. Als Reaktion auf diesen Zwischenfall gab Präsident Franklin D. Roosevelt den Schiffen der US Navy die Anweisung, nicht erst einen Angriff abzuwarten, sondern sofort zuzuschlagen, wenn sie ein Wasserfahrzeug der Achsenmächte sichteten („Shoot on sight order“).

## Geschichte des Zerstörers
Der nach dem Konteradmiral James A. Greer (1833–1904) benannte Zerstörer entstand auf der Werft William Cramp & Sons Ship & Engine Building Co. in Philadelphia, Pennsylvania. Von den 270 Vier-Schornstein-Zerstörern (four stackers) wurden zwei Zerstörer der Caldwell-Vorserie, 21 der Wickes- und 25 der Clemson-Klasse auf dieser Werft gebaut. Der Neubau mit Baunummer 460 wurde am 24. Februar 1918 begonnen. Am 1. August 1918 lief der Neubau als Greer vom Stapel und kam am 31. Dezember 1918 in den Dienst der US Navy.

### Einsätze bis zum Kriegseintritt
Die erste größere Fahrt führte die Greer’ zu den Azoren, wo sie mit dem ex-NDL Dampfer George Washington zusammentraf, auf dem der amerikanische Präsident Woodrow Wilson von der Pariser Friedenskonferenz in die Vereinigten Staaten zurückkehrte.
1919 nahm die Greer dann noch an der Sicherung des ersten Transatlantikflugs teil, als sie der erste von weiteren 20 Zerstörern war, den die drei Maschinen auf dem Weg zu den Azoren überfliegen sollte. Von den Curtiss-Flugbooten der Navy konnte nur die NC-4 den Flug erfolgreich beenden.
Der Zerstörer besuchte 1919 noch Europa, wurde dann der im Aufbau befindlichen amerikanischen Pazifik-Flotte zugeteilt und erreichte San Francisco am 18. November 1919. Am 25. März 1920 verlegte er von Kalifornien zur United States Asiatic Fleet. Im Mai lag er dann vor Schanghai, um amerikanisches Leben und Güter zu schützen. Die Greer besuchte auch noch Port Arthur und Dairen, um die politische Lage in diesen Städten zu erkunden. Sie lief dann nach Cavite auf den Philippinen zu Übungen mit den dauerhaft in Asien stationierten Einheiten. Dann kehrte der Zerstörer bis zum 29. September 1921 über Guam, Midway und Hawaii nach San Francisco zurück. Am 22. Juni 1922 wurde er dann in San Diego außer Dienst gestellt und der Reserve zugewiesen.
Am 31. März 1930 wurde die Greer wieder in Dienst gestellt. Der Battle Fleet zugeteilt, nahm der Zerstörer an der Küste an verschiedenen Übungen zwischen Alaska und Panama teil und fuhr auch mal nach Hawaii. Am 1. Februar 1931 wurde der Zerstörer zur Scouting Fleet versetzt und wurde anfangs in der Karibik zwischen Panama, Haiti und Kuba eingesetzt. Ab August 1933 bis Februar 1934 gehörte der Zerstörer der sogenannten Rotating Reserve an. Trainings- und Ausbildungsfahrten, Teilnahmen an Manövern und Sicherungen von übenden Flugzeugträgern waren seine Aufgaben. Er kehrte dann zur amerikanischen Ostküste zurück und gehörte zur Training Squadron 3 ab Juni 1936, bei der er Fahrten für die Aus- und Weiterbildung der Naval Reserve durchführte. Am 28. September 1936 lief der Zerstörer dann den Philadelphia Navy Yard an, wo er am 13. Januar 1937 erneut außer Dienst gestellt wurde.
Nach dem Kriegsbeginn in Europa wurde die Greer am 4. Oktober 1939 wieder in Dienst gestellt und Führungsschiff der Destroyer Division 61. Das Schiff erfüllte Sicherungsaufgaben in der Karibik und an der Ostküste. Am 14. Dezember liefen der deutsche Frachter Arauca (4354 BRT) der Hapag und der NDL-Passagierdampfer Columbus (32581 BRT) aus Vera Cruz (Mexiko) zum Durchbruch in die Heimat nach Nordwesten und nicht, wie erwartet, durch die Yucatánstraße. Der wartende australische Kreuzer Perth hatte somit geringe Chancen, den deutschen Passagierdampfer vor dem Ausbruch in den offenen Atlantik zu stellen. Im Golf von Mexiko, der Florida-Straße und an der Ostküste bis auf die Höhe von Cape Hatteras wurde die Columbus ständig von zwei sich ablösenden US-Zerstörern begleitet. Zu den eingesetzten Zerstörern gehörte auch die Greer. Während die Arauca Port Everglades anlief, versuchte die zuletzt von dem Kreuzer Tuscaloosa begleitete Columbus, in die offene See zu entkommen. Vor dem herankommenden britischen Zerstörer Hyperion versenkte sich die Columbus 320 Seemeilen östlich von Kap Hatteras schließlich selbst. Die US-amerikanischen Schiffe verhinderten ein Entkommen durch regelmäßige, offen gesendete Standortmeldungen. Dennoch zog die Besatzung Asyl in den USA der Kriegsgefangenschaft vor.
In 1941 konzentrierte sich die Arbeit des Zerstörers auf die Strecke zwischen Reykjavík, Island und der Naval Station Argentia auf Neufundland, die nach dem Zerstörer-für-Stützpunkte-Abkommen, mit dem die US Navy 50 Zerstörer ähnlich der Greer an Großbritannien abgab, aufgebaut worden war. Die US-Navy bildet eine Support Force Atlantic Fleet mit 3 Zerstörer-Flottillen und Flugbootstaffeln für die Konvoi-Sicherung im Nordatlantik. Zu den dort eingesetzten, über zwanzig Zerstörern gehörte in der Desron 30 auch die Greer.
Die amerikanischen Schiffe sicherten teilweise Geleite, es war ihnen aber verboten, U-Boote der Achsenmächte anzugreifen, da sie Schiffe eines noch neutralen Staates waren.
Am 19. Juli bildet die US Atlantic Fleet den Kriegsschiffverband TF.1 zur Sicherung Islands und zur Sicherung der Island-Konvois. Eine Task Group mit dem Träger Wasp, den Kreuzern Quincy und Vincennes und den Zerstörern O’Brien und Walke brachte P-40-Jagdflugzeuge nach Island, die von See gestartet werden und ohne Verluste ihren Bestimmungsort erreichen.
Zu den Einheiten, die zum Geleitschutz für Konvois nach Island eingesetzt wurden, gehörten die Desron 7, Desron 11 und Desron 30 mit den Zerstörern Dallas, Greer, Tarbell, Cole, Bernadou, Lea, Ellis und Upshur sowie die Desdiv 62. Ab 6. August operierten auch Catalina-Flugboote der Patron 73 und Mariner-Flugboote der Patron 74 von Reykjavik bzw. Hvalfjord aus.
Da das deutsche OKW den Umfang des Krieges im Sommer 1941 erheblich erweitert hatte, rückten die Vereinigten Staaten immer näher an die Seite der West-Alliierten. Dies führte im September zum sogenannten Greer-Zwischenfall, der den Kriegsbeitritt der USA auf Seiten der Westalliierten noch näher brachte.

#### DerGreer-Zwischenfall
Während des Zweiten Weltkrieges war die USS Greer am 4. September 1941 auf Versorgungsfahrt nach Island. Zu dieser Zeit waren die USA noch neutral. In ihrer Nähe machte ein britisches Flugzeug (Hudson ,M’ / 269. Sq. RAF) das deutsche U-Boot U 652 an der Wasseroberfläche aus. U 652 tauchte sofort ab. Daraufhin warnte die Flugzeugbesatzung die USS Greer, dass in ihrer Nähe ein deutsches U-Boot getaucht sei. Danach warf das Flugzeug vier Wasserbomben an der Stelle ab, an der U 652 zuletzt gesichtet worden war. Auf der Greer begaben sich alle Mann auf Gefechtsstation, und der Zerstörer lief mit 22 Knoten in Richtung des U-Bootes. Dort bekam er Sonarkontakt und manövrierte so, dass das U-Boot nicht auftauchen konnte. In dieser Situation schoss U 652 zwei Torpedos auf die USS Greer. Der Zerstörer konnte aber beiden ausweichen. Die USS Greer warf daraufhin Wasserbomben auf das U-Boot, die aber ebenfalls keinen Schaden anrichteten. Nach mehreren Stunden konnte U 652 entkommen, und die Greer setzte ihre Fahrt fort.
US-Präsident Franklin D. Roosevelt behauptete, das sei Teil eines umfassenden Planes der Nationalsozialisten, mit Waffengewalt die Herrschaft über die westliche Hemisphäre zu erlangen. Die USA müssten die Nachschublinien zu den Gegnern Hitlers offenhalten und die Freiheit der Meere wahren. Deutsche und italienische Kriegsschiffe würden die für die Verteidigung der Vereinigten Staaten wichtigen Gewässer nur noch auf eigene Gefahr befahren. Ab dem 16. September begleiteten amerikanische Kriegsschiffe Geleitzüge. Die New York Times titelte „Roosevelt befiehlt Marine, zuerst zu schießen“ („shoot on sight order“).
In einem Bericht, der vom US-Senat anlässlich der Untersuchung des Zwischenfalls angefordert worden war, gab Admiral Harold R. Stark an, dass die USS Greer einem britischen Flugzeug mehrmals den Standort von U 652 gemeldet hatte.

### Weitere Einsätze
1941 verblieb die Greer auf dem Nordatlantik und sicherte Konvois zum und vom MOMP, dem „mid-ocean meeting point“, wo die amerikanischen Einheiten die Sicherungsaufgaben mit dem britischen Einheiten tauschten. Nach einer Überholung in Boston verlegte der Zerstörer am 3. März 1942 nach Süden in die Karibik und schloss sich dem US Konvoi AS.1 an, der drei Transporter nach Ascension Island bringen sollte. Die Geleitsicherung bildeten die Kreuzer Cincinnati und Memphis sowie die Zerstörer Ellis, Greer, Winslow, Somers und Jouett.
Der Geleitzug hatte das 38th Engineer General Service Regiment und kleine Spezialeinheiten an Bord, um auf der Insel im Atlantik einen Flugplatz zu bauen. Der Platz sollte als Zwischenlandeplatz für die Überführung von Maschinen nach Afrika zu ermöglichen.
Zurück in der Karibik erledigte das Schiff auch andere Aufgaben: so konnten 30 Schiffbrüchige von U-Boot-Opfern neben der Sicherung der Konvois gerettet werden. Ab Mai bewachte die Greer den Hafen von Pointe-à-Pitre auf Guadeloupe, um den Vichy-treuen französischen Schulkreuzer Jeanne d’Arc am Auslaufen zu hindern.